# أورخان مير أوغلي
أورخان مير أوغلي (مواليد 1 يناير 1953 بماردين في تركيا) هو سياسي تركي من أصل محلمي من جهة والده، ومن أصل كردي من جهة والدته. هو كاتب عمود في صحيفة تراف اليومية وكذلك صحيفة توداي زمان.

## التعليم والحياة المبكرة
قضى أورخان مير أوغلي شبابه في محافظتي بطمان وديار بكر، وبعد تخرجه من مدرسة ديار بكر المهنية، عمل كمدرس لمدة عام. اعتقل في أعقاب الانقلاب العسكري عام 1980. حكم عليه بالسجن خمسة عشر عاما لانخراطه في الحزب الاشتراكي الكردستاني. أطلق سراحه عام 1988. في 20 سبتمبر 1992، أصيب أثناء اغتيال موسى عنتر، الذي اتهم قوات الدرك التركية JITEM بتنفيذه.

## الحياة السياسية
كان منخرطًا في العديد من الأحزاب المؤيدة للأكراد مثل حزب الشعوب الديمقراطي وحزب الشعوب الديمقراطي وحزب المجتمع الديمقراطي. تم منعه من السياسة لمدة خمس سنوات، عقب إغلاق حزب المجتمع الديمقراطي عام 2009. انضم لاحقًا إلى حزب العدالة والتنمية وانتُخب عضوًا في البرلمان عن ماردين في الانتخابات البرلمانية في يونيو 2015، والانتخابات المبكرة التالية في نوفمبر 2015.
في يناير 2021، زعم أن جو بايدن، رئيس الولايات المتحدة كان في الواقع كرديًا من قبيلة بيروكي.

## مهنة محترفة
كان مير أوغلي صحفيًا في عدة صحف مثل تراف وزمان وأوزغور بوليتيكا وراديكال.

## كتب
- Dıjwar – Onlara Dair Her Şey (Avesta Yayınları, 2004)
- Çapraz Ateşte İki Halk: Türkler ve Kürtler – Yeni Jeopolitika ve Nasyonalizm (Beybûn, 2005).
- O'na Zarfsız Kuşlar Gönderin- Uğur KAYMAZ Kitabı (agorakitaplığı)
- Kuşatmadan İnfaza: Musa Anter Cinayeti - على حادثة اغتيال موسى عنتر عام 1992.

## روابط خارجية
- أعمدة صحيفة تراف